# Hélène Mégalè Comnène
Hélène Mégalè Comnène (en grec : Έλενα Μεγάλη Κομνηνή) (décédée en 1366) est le nom de la première épouse du roi Bagrat V de Géorgie. 

## Biographie
Son prénom est enregistré dans les Chroniques géorgiennes, et son nom de famille est basé sur une théorie qui l'identifie comme étant la fille de Basile de Trébizonde, bien que cela reste à confirmer. Si cette théorie est vraie, l'identité de sa mère resterait incertaine, car Basile était bigame, marié en même temps à Irène Paléologue et à Irène de Trébizonde.
Hélène meurt en 1366, victime d'une épidémie qui se propage en Géorgie dans les années 1350 et 1360 (possiblement une récurrence de la Peste noire).
Un an après sa mort, son mari épouse Anne de Trébizonde.
Selon les Chroniques géorgiennes, Hélène donne naissance à deux enfants qui lui survivent :
- Georges VII de Géorgie
- David, autrement inconnu.